# Nupserha melanoscelis
Nupserha melanoscelis là một loài bọ cánh cứng trong họ Cerambycidae.